# Gacka
La Gacka est un cours d’eau situé dans la région de la Lika au centre de la Croatie. La rivière est longue d’environ 61 km et se jette dans la mer Adriatique. 
La rivière traverse une région karstique à proximité du massif du Velebit appartenant aux Alpes dinariques et s’écoule au travers de la ville d’Otočac.
Ses affluents principaux se nomment Knjapovac, Begovac, Malinisce, Kinacka pucina et Kostelka. Les berges de cours supérieur de la rivière sont naturelles tandis que la rivière a été canalisée sur son cours inférieur avec notamment la présence de centrales hydroélectrique. La rivière est aussi reconnue pour la qualité de ses eaux et est très appréciée des pêcheurs à la truite. On y trouve d’autres espèces de poissons comme l’anguille d'Europe.